# Winter Banana
Winter Banana es una  variedad cultivar de manzano (Malus domestica).
Originado en  Indiana Estados Unidos en 1876. Las frutas tienen una carne bastante suave, de textura basta, moderadamente jugosa con un sabor aromático dulce y agradable.

## Sinónimos
- "Banan zimnii",
- "Banana",
- "Banana de Iarna",
- "Banane",
- "Banane d'Hiver",
- "Bananove zimni",
- "Bananovoe",
- "Flory",
- "Teli banan",
- "Zimna bananova",
- "Zimnee bananovoe".

## Historia
'Winter Banana' es una variedad de manzana, obtención de 1876 en la granja de David Flory cerca de Adamsboro, Condado de Cross, Indiana, EE. UU. La introducción comercial fue llevada a cabo por "Greening Brothers Nursery" de Monroe, Míchigan, en 1890. El pomólogo Ulysses Hedrick señala que se parece a una manzana que recibió de Holanda, de nombre desconocido, y sugiere que podría ser una variedad del Viejo Mundo que de alguna manera encontró su camino hacia Norteamérica. 'Winter Banana' recibió un Premio al Mérito de la Royal Horticultural Society en 1912.
'Winter Banana' se cultiva en la National Fruit Collection con el número de accesión: 1921 - 094 y Accession name: Winter Banana.

## Características
'Winter Banana' tiene un tiempo de floración que comienza a partir del 7 de mayo con el 10% de floración, para el 12 de mayo tiene una floración completa (80%), y para el 19 de mayo tiene un 90% de caída de pétalos.
'Winter Banana' tiene una talla de fruto mediano a grande; de forma oblonga; epidermis con color de fondo amarillo blanquecino, con sobre color rosa en la exposición solar, con una piel cerosa. Una "especie de costura" en relieve, característica de la variedad, a menudo cruza la fruta de arriba abajo. "russeting" (pardeamiento áspero superficial que presentan algunas variedades) muy bajo; textura de la pulpa crujiente y color de la pulpa amarillento. Las frutas tienen una carne bastante suave, de textura basta, moderadamente jugosa con un sabor aromático dulce y agradable.
Su tiempo de recogida de cosecha se inicia a principios de octubre. Se usa como manzana de mesa. Los sabores no se mantienen bien en la cocina o el almacenamiento. Para obtener los mejores sabores, se puede comer esta manzana en rodajas en lugar de morderla. Las mejores manzanas son firmes en lugar de blandas. Interesante jugo y aditivo en la elaboración de sidra mezclada.

## Ploidismo
Diploide. Auto estéril, para los cultivos necesitan un polinizador compatible del grupo de polinización: D. Se poliniza sobre todo con 'Red Delicious': También con 'Calville blanc d'hiver', 'Esopus Spitzenburg', 'Fuji', 'Golden Delicious', 'Grenadier', 'James Grie ve' y es un buen polinizador para 'Idared'.

## Susceptibilidades
- Fuego bacteriano: ataque débil
- Mildiu pulverulento: ataque débil
- Sarna del manzano: ataque fuerte.[4]

Manzanas 'Winter Banana'
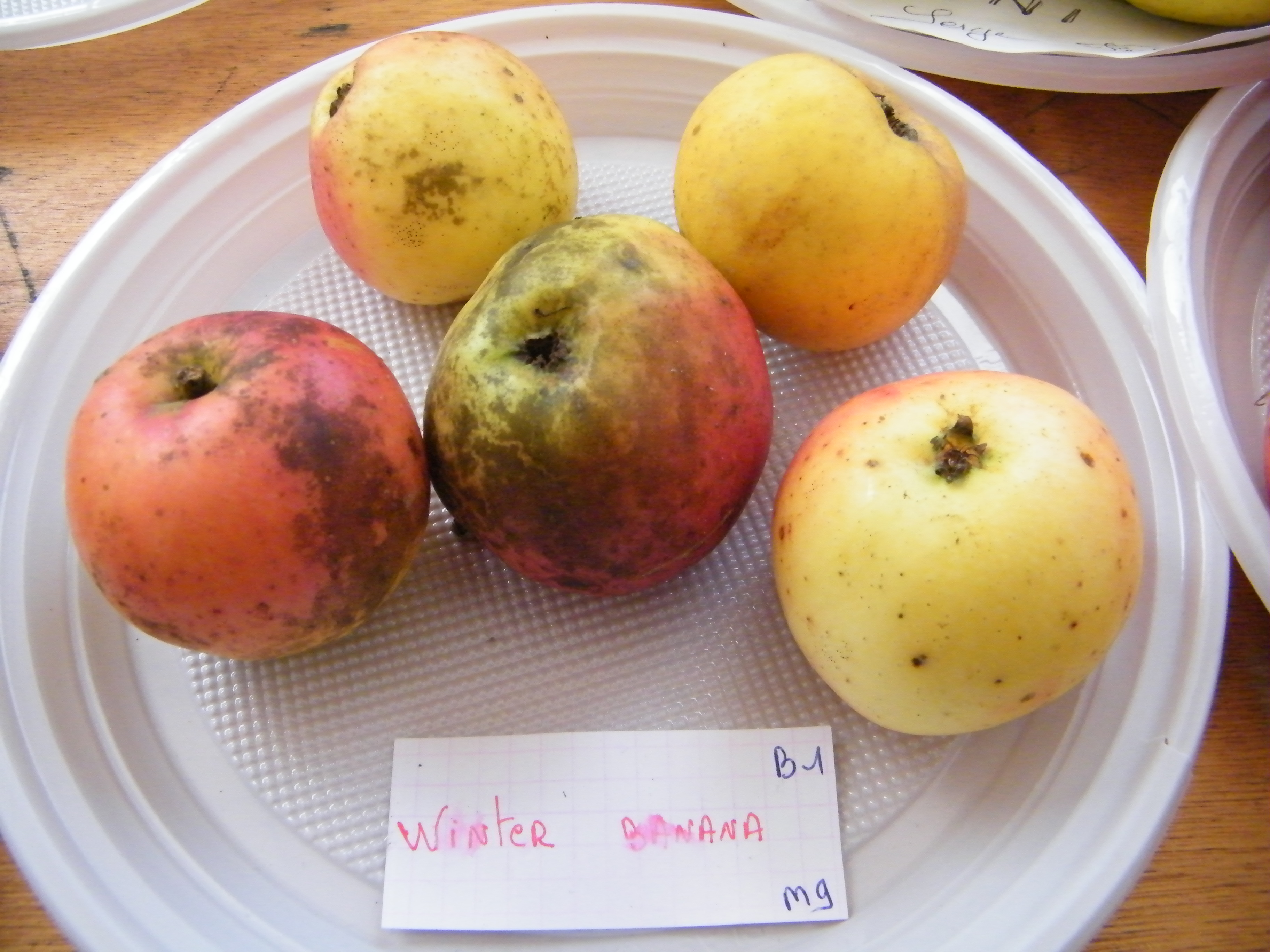
Manzana 'Winter Banana'.
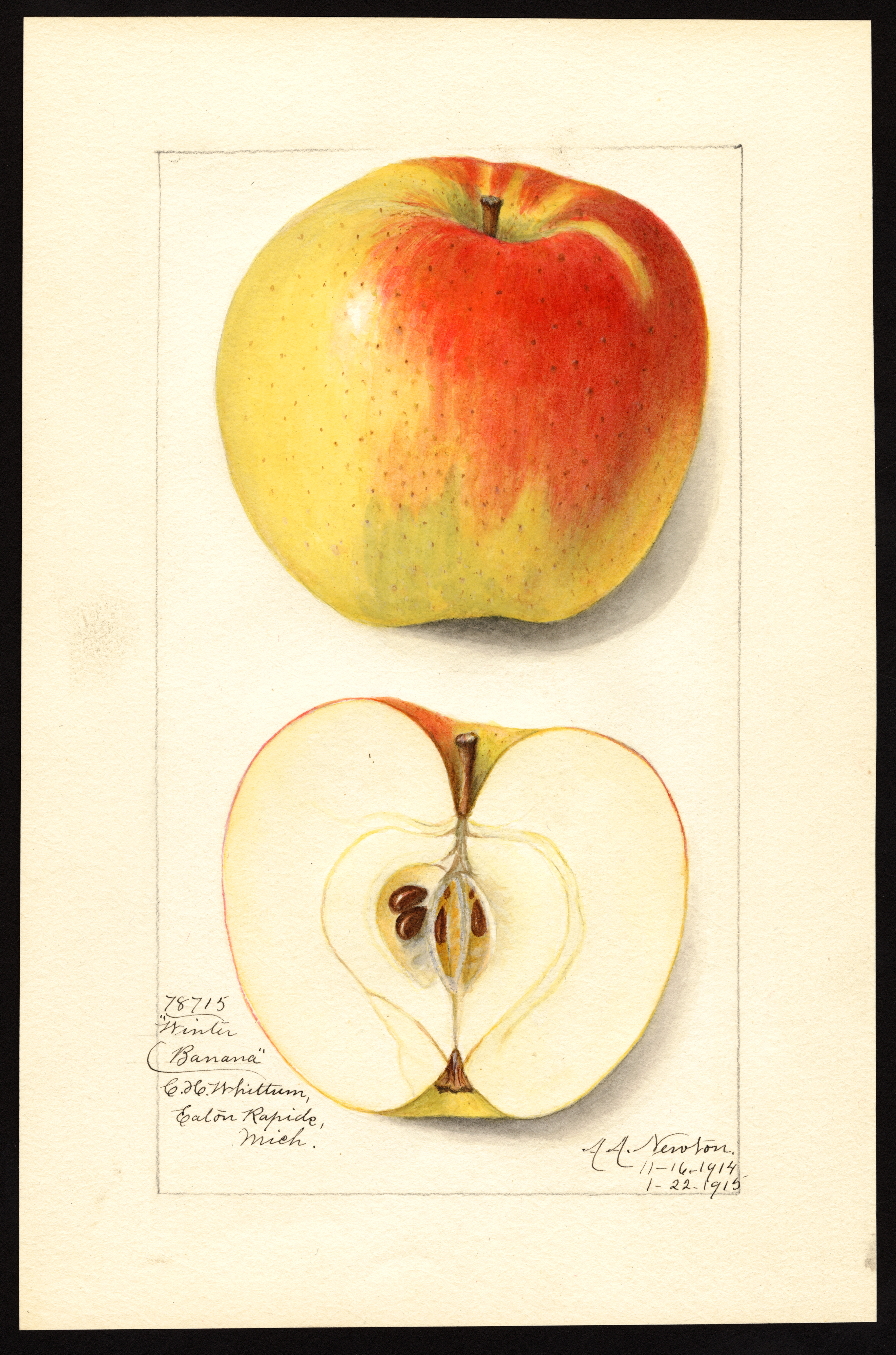
Cultivo de manzanas 'Winter Banana'.
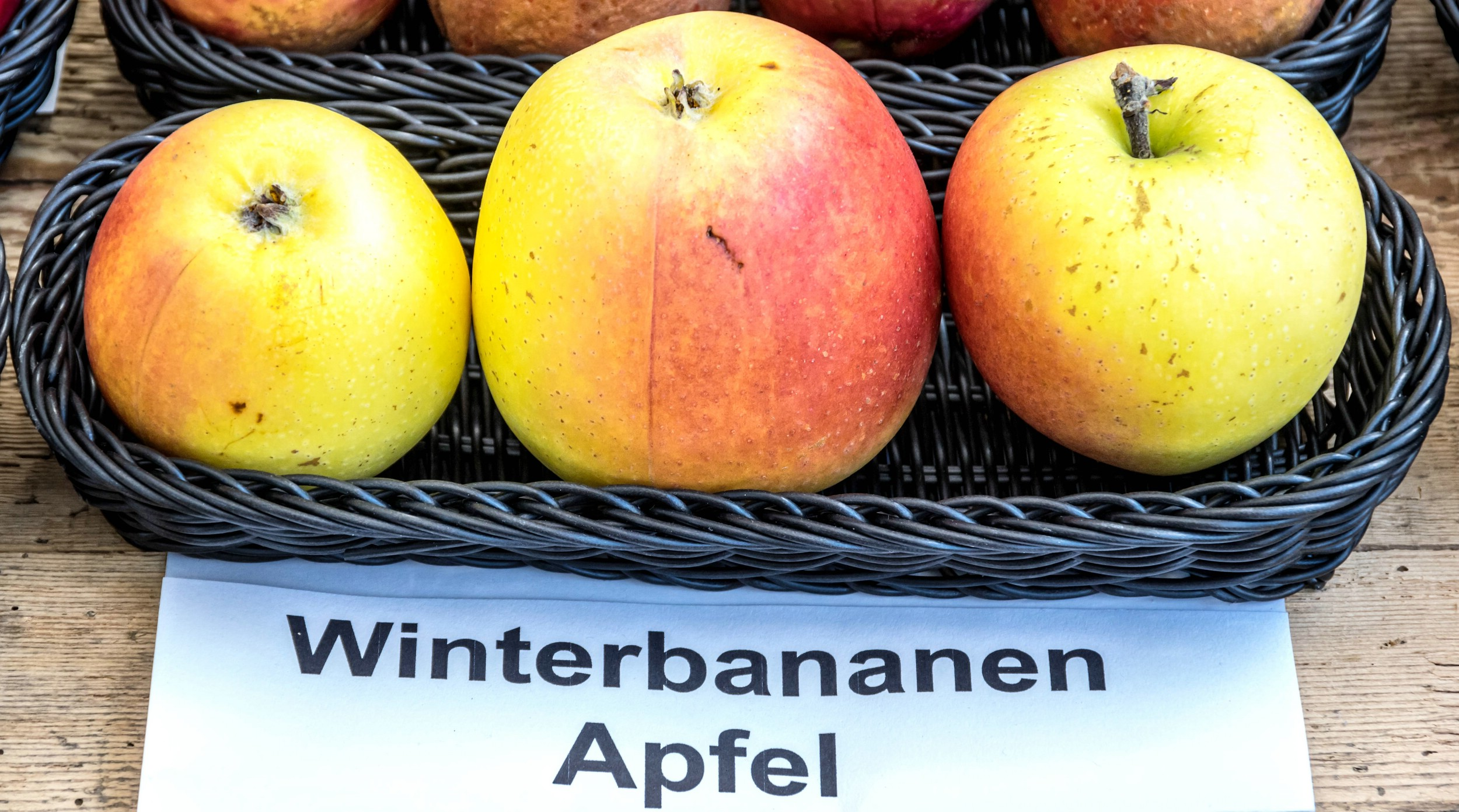
Manzana 'Winter Banana'.